# Campionati europei a squadre di marcia 2021
I Campionati europei a squadre di marcia 2021 (2021 European Race Walking Team Championships) si sono svolti il 16 maggio a Poděbrady, in Repubblica Ceca. Da questa edizione la competizione abbandona il nome Coppa Europa di marcia e la marcia 35 km ha sostituito la marcia 50 km al femminile.

## Medagliati

### Uomini
| Specialità                      | Oro                                                   | Prestazione | Argento                                                       | Prestazione | Bronzo                                             | Prestazione |
| 20 km                           | Perseus Karlström                                     | 1h18'54"    | Álvaro Martín                                                 | 1h19'14"    | Diego García                                       | 1h19'19"    |
| 50 km                           | Marc Tur                                              | 3h47'40"    | Aleksi Ojala                                                  | 3h48'25"    | Andrea Agrusti                                     | 3h49'52"    |
| 10 km (under 20)                | Jose Luis Hidalgo                                     | 41'35"      | Paul McGrath                                                  | 41'51"      | Serhat Güngör                                      | 42'20"      |
| Gara a squadre 20 km            | Spagna Álvaro Martín Diego García Miguel Ángel López  | 9 pt.       | Italia Francesco Fortunato Massimo Stano Federico Tontodonati | 24 pt.      | Germania Nils Brembach Christopher Linke Leo Köpp  | 43 pt.      |
| Gara a squadre 50 km            | Italia Andrea Agrusti Marco De Luca Michele Antonelli | 23 pt.      | Germania Nathaniel Seiler Karl Junghannß Carl Dohmann         | 24 pt.      | Spagna Marc Tur Jesús Ángel García Manuel Bermúdez | 41 pt.      |
| Gara a squadre 10 km (under 20) | Spagna Jose Luis Hidalgo Paul McGrath                 | 2 pt.       | Francia Dimitri Durand Lucas Dreville                         | 12 pt.      | Turchia Serhat Güngör Mustafa Tekdal               | 15 pt.      |

### Donne
| Specialità                      | Oro                                                     | Prestazione | Argento                                                               | Prestazione | Bronzo                                                               | Prestazione |
| 20 km                           | Antonella Palmisano                                     | 1h27'42"    | María Pérez                                                           | 1h28'03"    | Laura García-Caro                                                    | 1h28'07"    |
| 35 km                           | Antigónī Ntrismpiōtī                                    | 2h49'55"    | Eleonora Giorgi                                                       | 2h51'05"    | Lidia Barcella                                                       | 2h51'50"    |
| 10 km (under 20)                | Eliška Martínková                                       | 45'46"      | Adriana Ornelas                                                       | 47'01"      | Maële Biré-Heslouis                                                  | 47'05"      |
| Gara a squadre 20 km            | Spagna María Pérez Laura García-Caro Raquel González    | 9 pt.       | Ucraina Olena Sobchuk Hanna Shevchuk Lyudmila Olyanovska              | 21 pt.      | Italia Antonella Palmisano Valentina Trapletti Nicole Colombi        | 23 pt.      |
| Gara a squadre 35 km            | Italia Eleonora Giorgi Lidia Barcella Federica Curiazzi | 13 pt.      | Grecia Antigónī Ntrismpiōtī Kyriaki Filtisakou Christina Papadopoulou | 18 pt.      | Bielorussia Nadzeya Darazhuk Anastasiya Rodzkina Nastassia Yatsevich | 23 pt.      |
| Gara a squadre 10 km (under 20) | Portogallo Adriana Ornelas Inês Mendes                  | 7 pt.       | Francia Maële Biré-Heslouis Elvina Carré                              | 7 pt.       | Rep. Ceca Eliška Martínková Klára Hlaváčová                          | 15 pt.      |

## Medagliere
Note: Sono incluse le medaglie delle gare under 20.
| Posizione | Paese       | Oro | Argento | Bronzo | Totale |
| --------- | ----------- | --- | ------- | ------ | ------ |
| 1         | Spagna      | 5   | 3       | 3      | 11     |
| 2         | Italia      | 3   | 2       | 3      | 8      |
| 3         | Grecia      | 1   | 1       | 0      | 2      |
| 3         | Portogallo  | 1   | 1       | 0      | 2      |
| 5         | Rep. Ceca   | 1   | 0       | 0      | 1      |
| 5         | Svezia      | 1   | 0       | 0      | 1      |
| 7         | Francia     | 0   | 2       | 1      | 3      |
| 8         | Germania    | 0   | 1       | 1      | 2      |
| 8         | Ucraina     | 0   | 1       | 1      | 2      |
| 10        | Finlandia   | 0   | 1       | 0      | 1      |
| 11        | Turchia     | 0   | 0       | 2      | 2      |
| 12        | Bielorussia | 0   | 0       | 1      | 1      |
| Totale    | Totale      | 12  | 12      | 12     | 36     |